# Kathedrale zum Heiligen Kreuz (Opole)

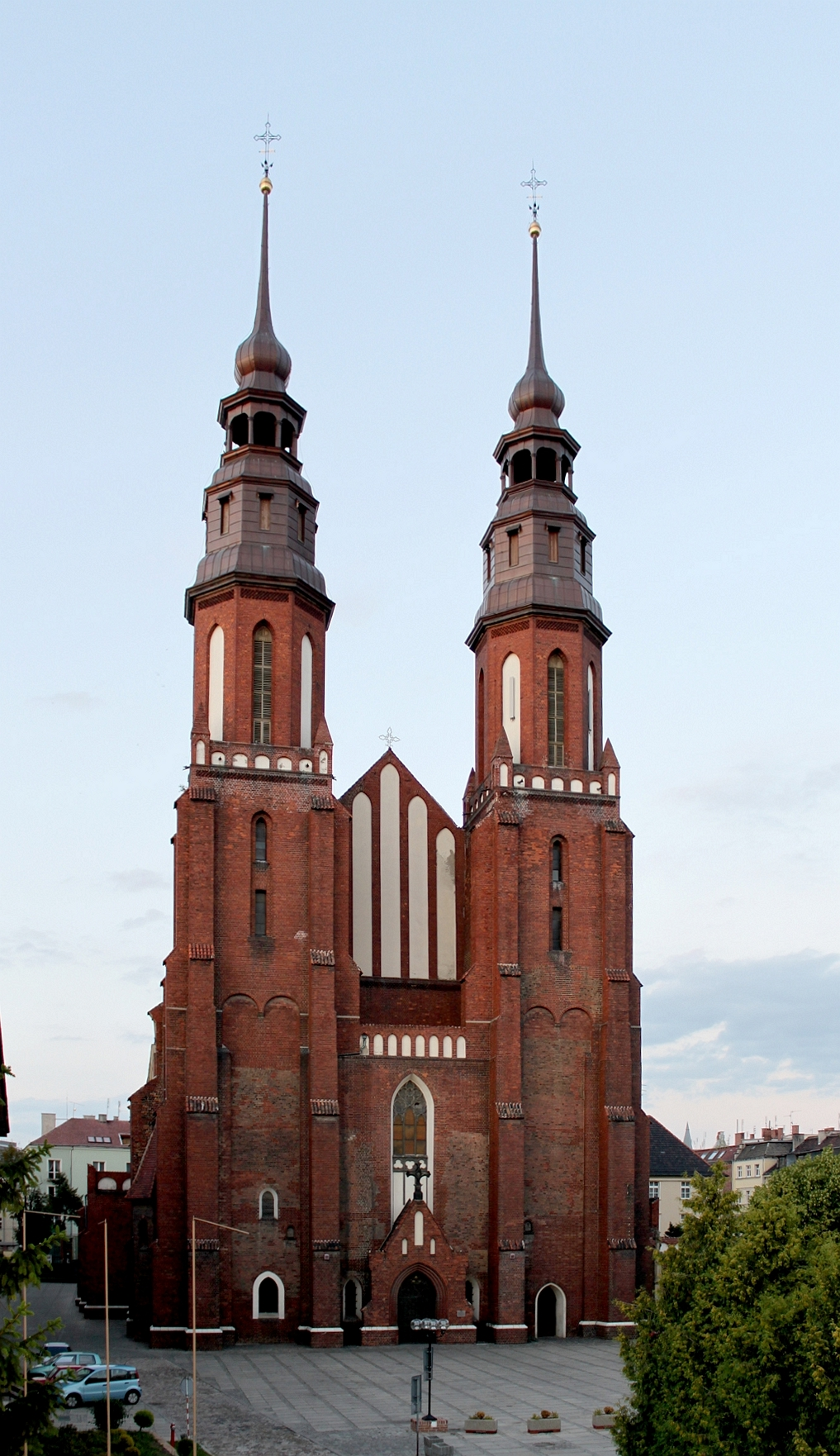
Kathedrale zum Heiligen Kreuz, Doppelturmfront

Die Kathedrale zum Heiligen Kreuz (polnisch Bazylika Katedralna Podwyższenia Krzyża Świętego) ist das größte Gotteshaus der Stadt Opole. Die Kirche war Sitz eines Kollegiatstifts, das seit dem 13. Jahrhundert auch die Pfarrrechte in der Stadt besaß. Der Kern der heutigen Kirche wurde im 13. Jahrhundert erbaut. Seit 1934 Basilica minor, ist sie seit 1972 die Kathedralkirche des neu errichteten Bistums Opole.

## Geschichte

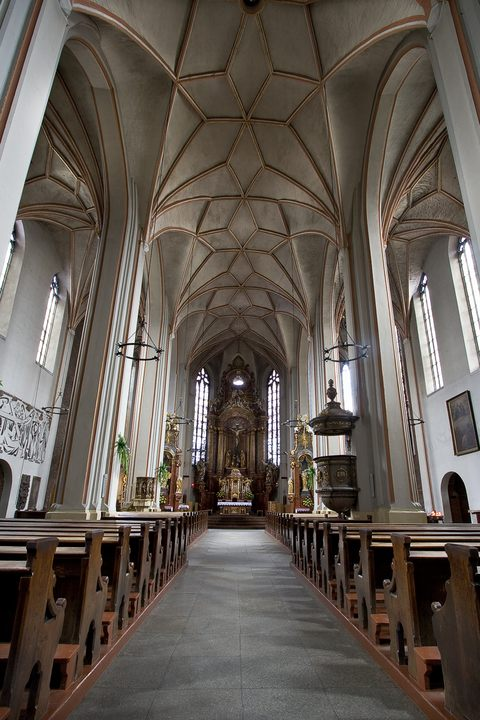
Innenansicht

### Vorgeschichte
Der Überlieferung nach entstand auf dem heutigen Gelände der Kathedrale bereits im Jahr 1002 eine erste hölzerne Kirche. Im Jahr 1024 schenkte der Breslauer Bischof der neu erbauten Kirche eine Reliquie des heiligen Kreuzes, welche er vom hl. Emmerich, Sohn des Königs von Ungarn, erhalten haben soll. Der Geistliche Reginald war der erste Pfarrer und Erzpriester dieser Kirche.
Zu Beginn des 13. Jahrhunderts versah Herzog Kasimir Oppeln mit den Stadtrechten und ließ auch eine neue Stadtmauer bauen. Zur selben Zeit gründete der Bischof von Breslau, Thomas I., das Kollegiatstift, welches Mitte des 13. Jahrhunderts bereits etwa 2.000 Gläubige beherbergte. Annahmen zufolge geschah dies zwischen den Jahren 1232 und 1239, womit die Heilig-Kreuz-Kirche ab diesem Moment eine Kollegiatkirche war. Das Stift war im Mittelalter sehr wohlhabend und verfügte über zahlreiche Besitztümer. Die Stiftskirche war umgeben von den Kurien der Stiftsherren.

### Bau einer ersten steinernen Kirche

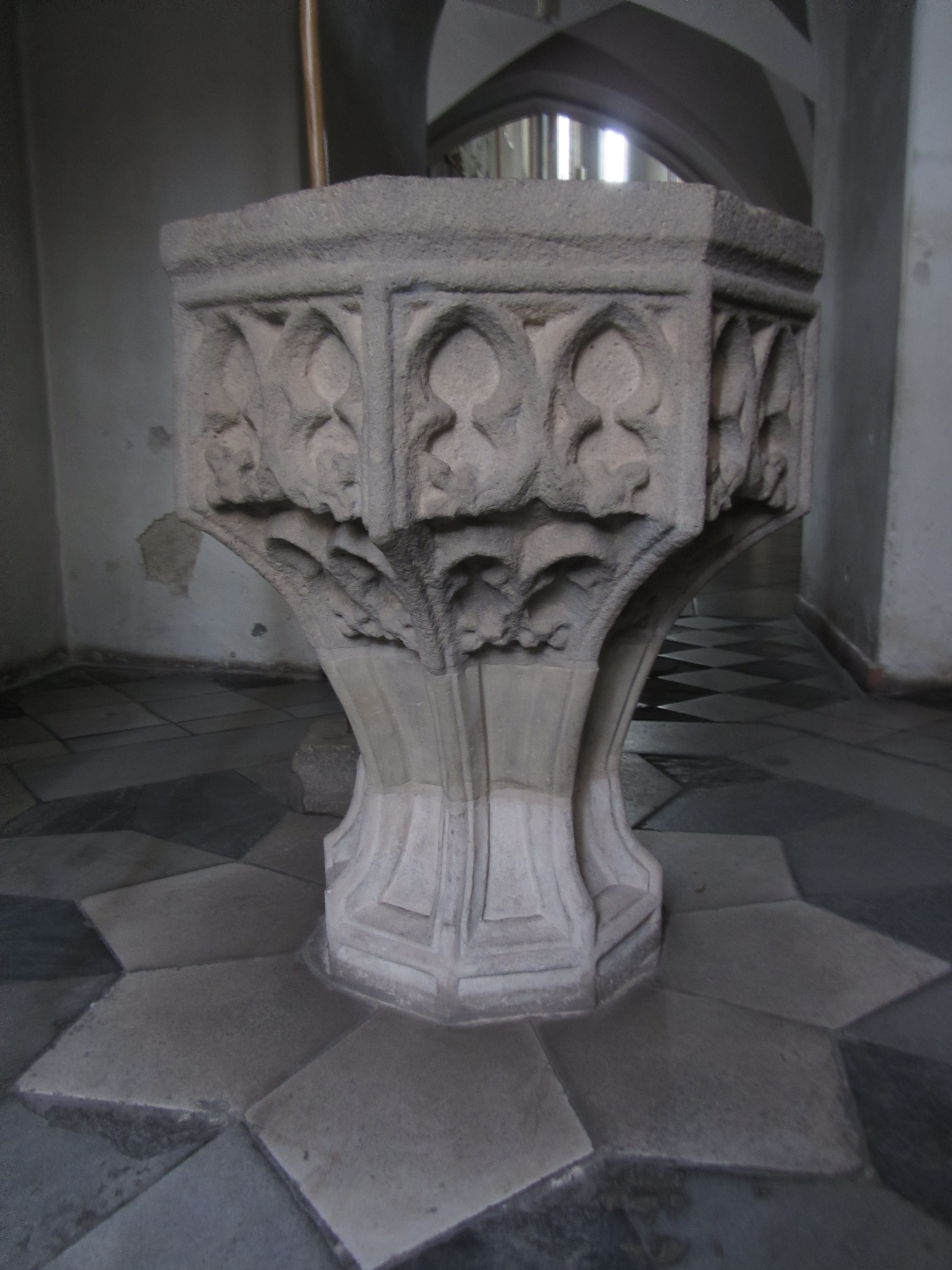
Das Gotische Taufbecken aus dem 13. Jahrhundert

Die Zahl der Gläubigen in der Gemeinde nahm mit den Jahrzehnten drastisch zu, wodurch der Bau einer neuen größeren Kirche erforderlich wurde. Eine neue steinerne Kirche wurde zwischen den Jahren 1254 und 1295 errichtet. In dieser Zeit wurde die Bergelkirche als vorläufige Pfarrkirche in der Stadt genutzt. Die neue Kirche wurde am 16. November 1295 eingeweiht. Aus dieser Zeit ist heute noch immer das Taufbecken erhalten, welches heute im Chor der Kathedrale zu finden ist. Die neue einschiffige Kollegiatkirche fasste 4.000 Menschen. Die erste Erwähnung einer Pfarrschule, welche zum Kollegiatstift zählte, stammt aus dem Jahr 1268. Die Kollegiatsbibliothek befand sich über der Sakristei der Kirche. Zu dieser Zeit prägte die Kirche das Stadtbild, da sie sich Zentral zwischen den bedeuteten Burgen der Stadt (Piastenschloss und Oberes Schloss) befand.

### Zerstörung der ersten Kirche und Wiederaufbau
Im Hochsommer des Jahres 1415 schlug ein Blitz in das Kirchenschiff ein, wodurch das gesamte Gotteshaus durch Feuer vernichtet wurde. Alle 15 gotischen Altäre wurden zerstört und nur ein kleiner Teil der Reliquie des Heiligen Kreuzes blieb erhalten. Aufgrund von Geldmangel dauert der Wiederaufbau mehr als 100 Jahre. Mitten in den Wiederaufbau- und Erweiterungsarbeiten wurde das Gotteshaus wiederum durch ein Feuer zerstört. Erst 1520, in der Regierungszeit des Herzogs Johann II. „dem Guten“, konnte der Neubau fertiggestellt werden. Die Kirche wurde dabei im spätgotischen Stil erbaut und durch das Presbyterium und den Kapellen zur hl. Dreifaltigkeit, St. Hedwig und St. Anna erweitert. Dieses Gotteshaus hat sich in seinen wesentlichen Teilen bis heute erhalten. Herzog Johann II. „der Gute“, der 1532 in Ratibor verstarb, wurde entsprechend seinem Wunsch in der neuen Kirche bestattet.

### 17. und 18. Jahrhundert
Im Jahr 1615 zerstörte ein Großbrand einen Großteil der Stadt Oppeln, darunter auch die Heilig-Kreuz-Kirche. Dabei stürzten das Gewölbe und der Kirchturm ein und die gesamte Ausstattung wurde vernichtet. Übrig blieben nur die steinernen Grabplatten sowie der rechtzeitig gerettete Dreifaltigkeitsaltar. Bereits 1620 zerstörte wiederum ein Feuer einen Teil der Kirche, welche sich zu dieser Zeit noch im Aufbau befand. Der Dreißigjährige Krieg brachte der Stadt Oppeln viele Jahre der Besetzung und Plünderung. Im Jahr 1634 eroberten die Schweden die Stadt und plünderten diese, so auch die Kollegiatkirche. Sie zerstörten das Grab des Herzog Johann dem Guten und schmolzen die beigefügte Ritterrüstung zu Kanonenkugel. 1647 zerstörte erneut ein Feuer das Kirchendach.

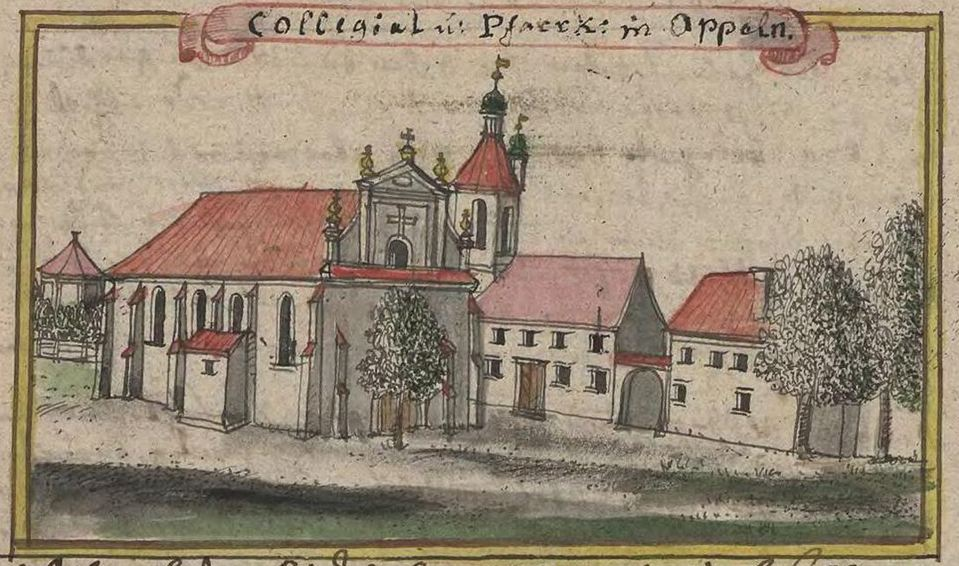
Darstellung der Kirche aus dem 18. Jahrhundert

Nach stürmischen Zeiten und Änderungen der Konfessionen in Oberschlesien, wurde das Land nach dem Westfälischen Friede durch die Habsburger rekatholisiert. Nach dem Dreißigjährigen Krieg verfiel die Kirche immer weiter zu einer Ruine. Jedoch haben sich aus dieser Zeit noch einige Teile der Innenausstattung erhalten, unter anderem das vergoldete Gitter der St.-Anna-Kapelle aus dem Jahr 1635. Bis 1686 wurde die Kirche dann im barocken Stil wieder aufgebaut. Zwischen 1672 und 1680 suchte die Pest die Stadt heim und raffte mehr als die Hälfte der Stadtbewohner hinweg.
1702 wurde die St.-Adalbert Glocke gestiftet. Sie war verziert mit dem Wappen des Kaiserreiches und Szenen aus dem Leben des heiligen Adalbert von Prag. Sie war auch als Türkenglocke bekannt, da sie stets erklang, sobald die Türken die Landesgrenzen erreichten. Um 1730 entstand der St. Anna Altar und das Gemälde Stammbaum des schlesischen Piastenherzöge, welches heute im Diözesanmuseum zu betrachten ist. Zur gleichen Zeit wurde das Dach der Kirche mit Dachziegel ausgestattet, um weitere Brände zu verhindern. 1773 wurde die Kirche von Grund auf saniert. Dabei wurde der noch heute stehende spätbarocke Altar erbaut. Ebenfalls wurde der Sarkophag von Johann dem Guten wieder hergestellt und in der Piastenkapelle aufgestellt.

### Vom 19. Jahrhundert bis heute

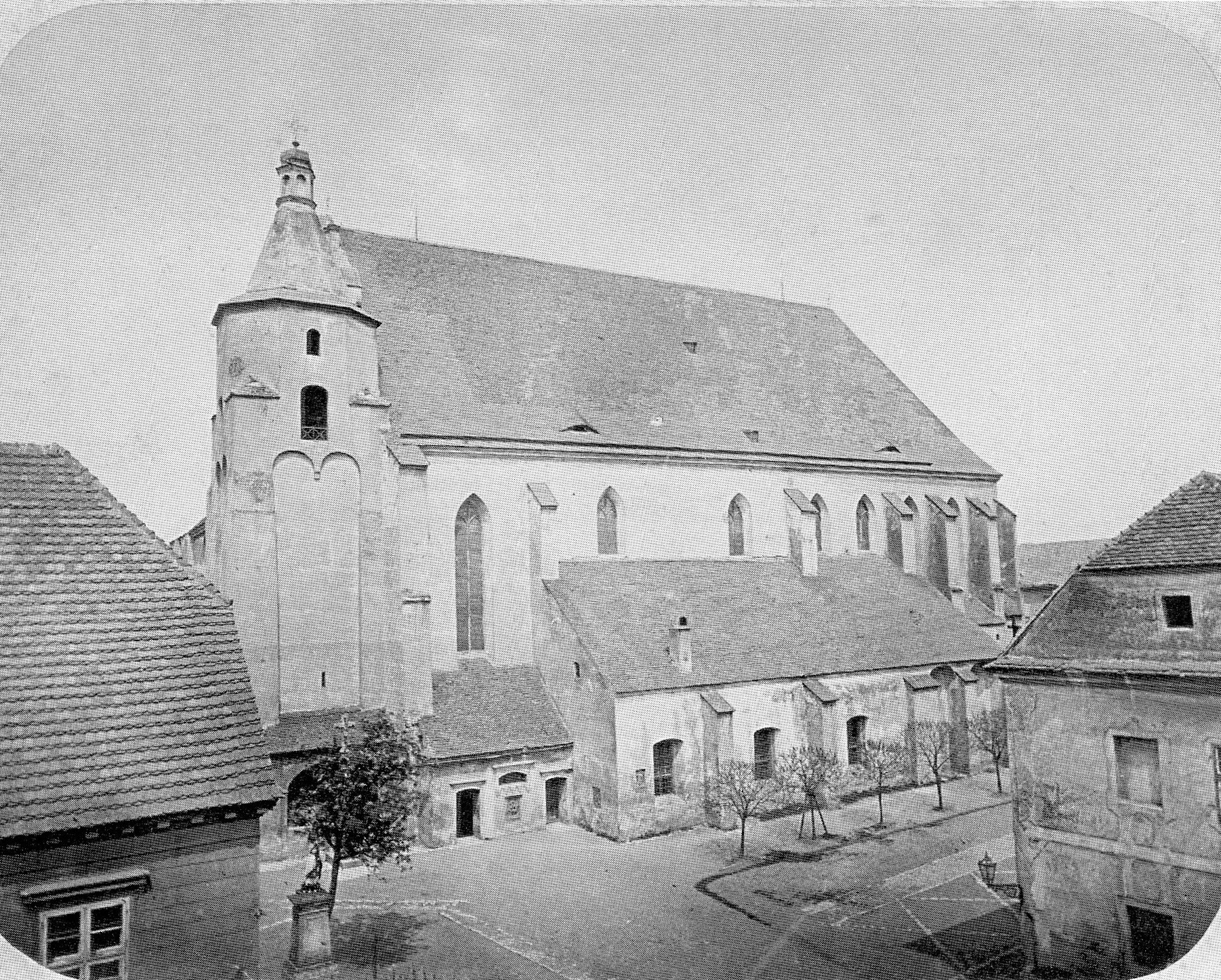
Die Heilig-Kreuz-Kirche im Jahr 1885

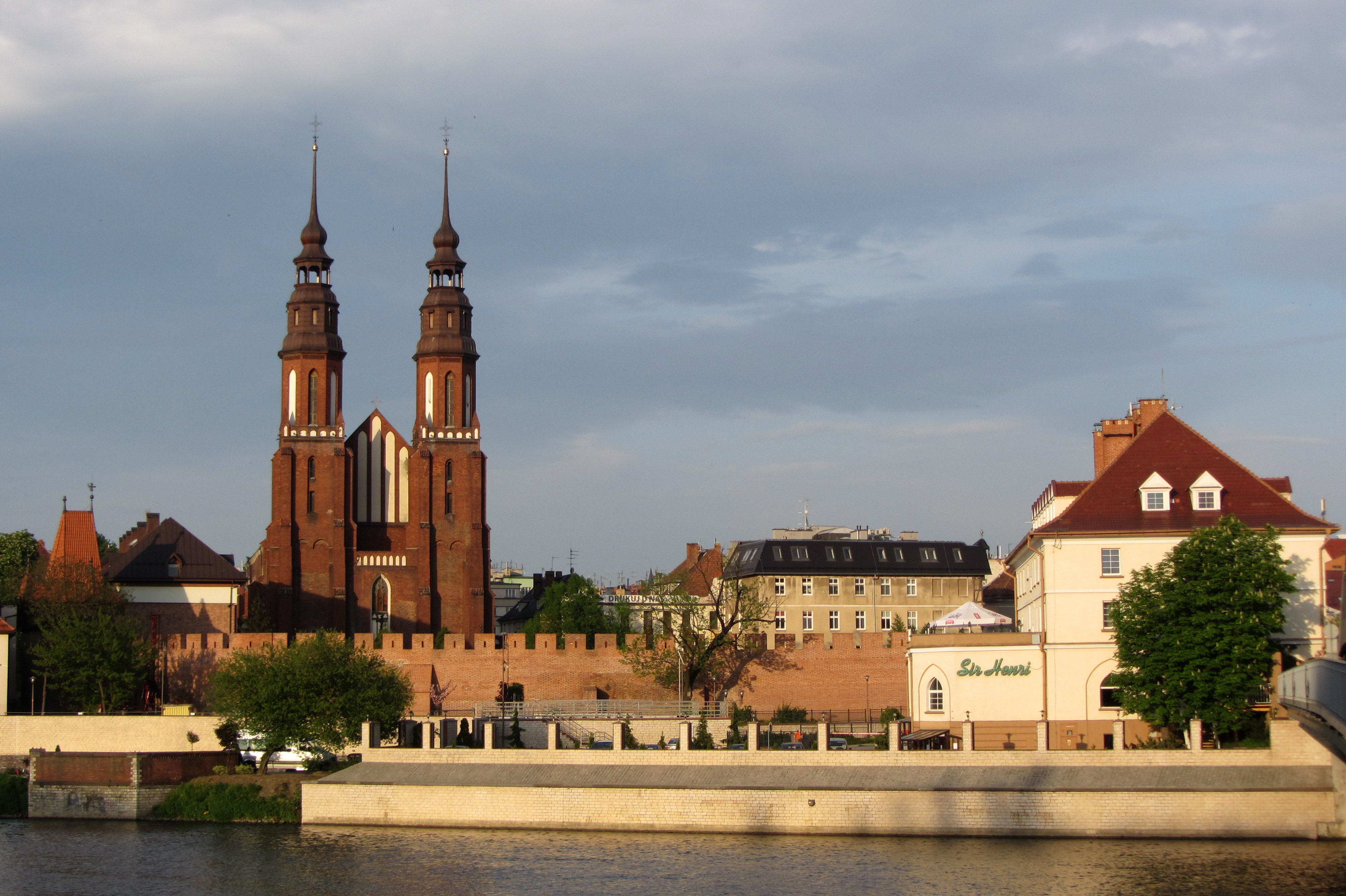
Die Oppelner Kathedrale mit rekonstruierter Stadtmauer an der Oder 2013

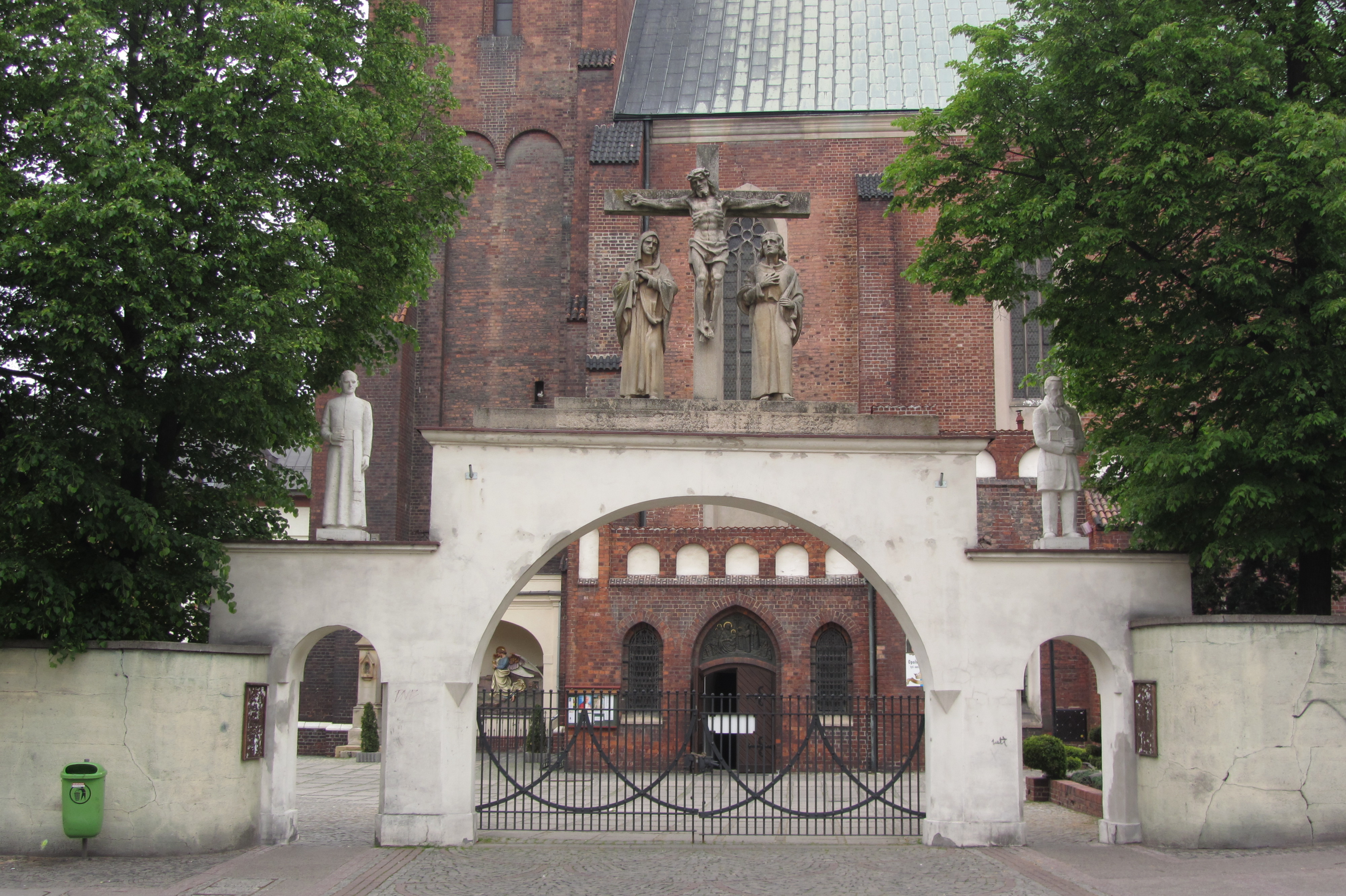
Kreuzigungsgruppe am Hauptportal vor der Kirche

1843 erwarb die Gemeinde das alte Gebäude des Dominikanerklosters am heutigen Plac Mikołaja Kopernika und baute es zu einem Krankenhaus um. Heute wird dieses Gebäude von der Universität Opole genutzt. 1855 zählte die Pfarrgemeinde zum Heiligen Kreuz 13.475 Katholiken. 1852 wurde die Kapelle zum hl. Skapuliers umgebaut und mit einem prachtvollen Altar ausgestattet. Die Taufkapelle sowie die Dreikönigskapelle wurden abgerissen und das gotische Taufbecken wurde entfernt und im Garten vergraben. Ein neues Taufbecken wurde in der St. Hedwigskapelle im neugotischen Stil aufgestellt.
Im Innenraum kam es zum Ende 19. Jahrhundert zu Veränderungen im neugotischen Stil. Man ersetzte alte Altäre und die barocke Kreuzigungsgruppe durch welche im neugotischen Stil. Des Weiteren wurde eine Orgel angebracht und die Kirche mit weiteren Altären an den Pfeilern des Hauptschiffes ausgestattet. 1897 beschloss man den Bau von zwei neuen Kirchtürmen. Im Herbst 1898 wurde das Fundament gelegt und der Baubeginn des ersten Turmes begann am 15. Mai 1899. Leitender Bauleiter war der Oppelner Joseph Cimbollek. Am 29. Oktober 1899 konnten die Kuppeln bereits aufgesetzt werden. Diese bestehen aus Kupfer und wurden feuervergoldet. Die beiden Türme erhielten eine Größe von 73 Meter und sind damit die höchsten in Oppeln. Sie überragen den Rathausturm um zehn Meter.
Zwischen 1963 und 1966 kam es zu einer weiteren größeren Renovierung des Kircheninnenraumes. Dabei wurden die neugotischen Nebenaltäre vom Hauptschiff entfernt und eine neue kleine Spätrenaissance Kanzel aus Głuchołazy (dt. Bad Ziegenhals) aufgestellt. 1972 wurde die Diözese Oppeln gegründet, wobei die Heiligkreuzkirche in den Rang einer Kathedrale erhoben wurde. 2008 begann man mit der Renovierung der beiden Kirchtürme, welche zwei Jahre später abgeschlossen war.

## Ausstattung und Architektur
Die Kathedrale ist eine dreischiffige Hallenkirche im gotischen Stil. Im Osten wird sie von drei Apsiden geschlossen. Der Innenraum ist 22 m hoch und das Stern-Netz-Gewölbe wird durch fünf mächtige Pfeilerpaare gestützt.
In der Kirche ist Herzog Johann II. begraben. Sein Grabmal ist erhalten. In der Piastenkapelle befindet sich auch ein spätgotisches Triptychon von 1519. Ein Gemälde aus der Zeit um 1700 gibt den Stammbaum der Piasten wieder. Aus dem 15. Jahrhundert stammt ein Taufstein. Zu den weiteren bemerkenswerten Ausstattungsstücken gehören zwei spätgotische Kirchenfenster im Bereich hinter dem Altar. Am Altar in der südlichen Apsis befindet sich eine gotische Madonna aus der Zeit um 1480. Im Jahr 1702 erhielt die Kirche ein Gnadenbild, das als Madonna von Oppeln bekannt ist. Aus dem Spätbarock stammt der Hauptaltar von 1773.

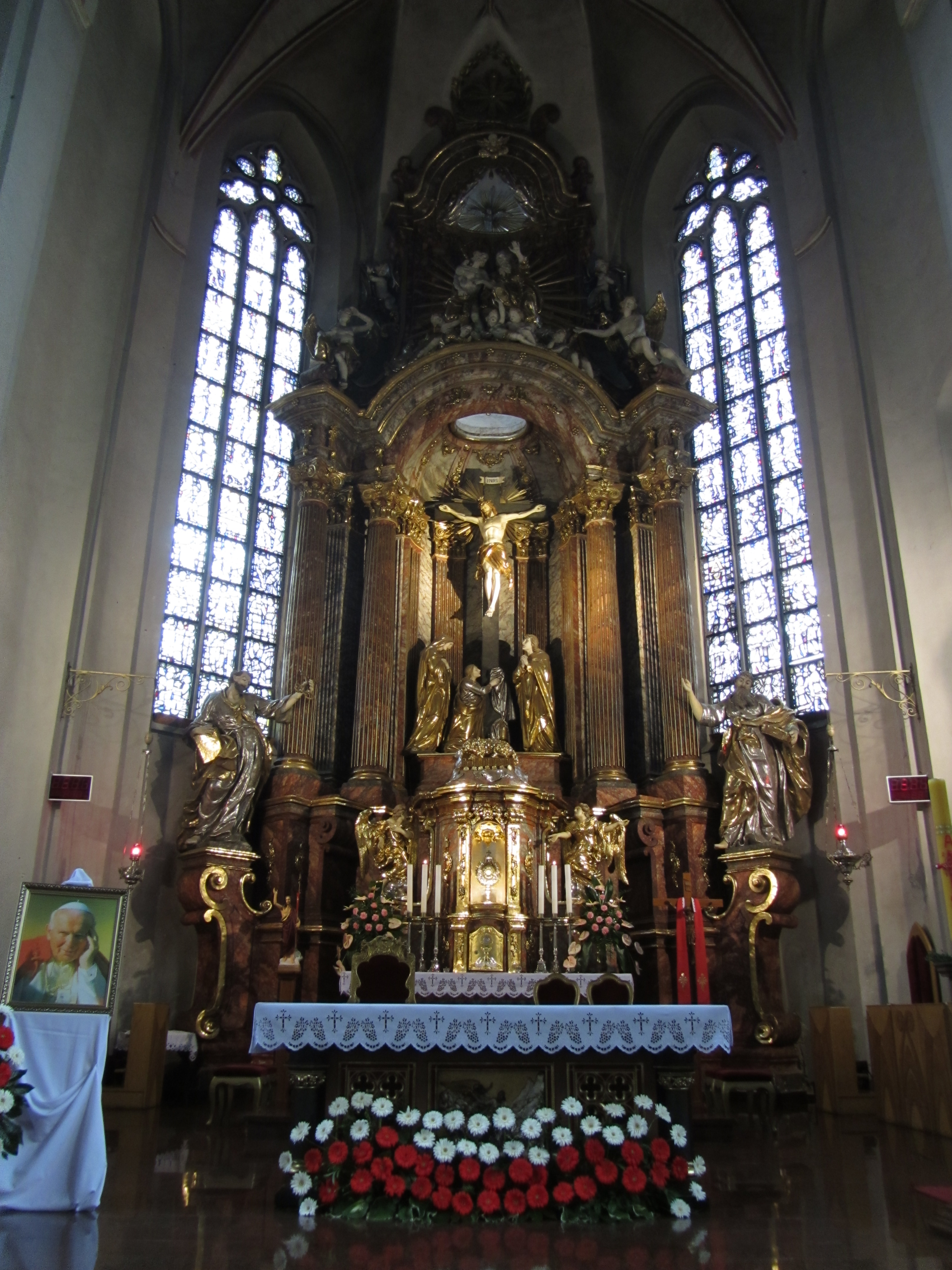
Der spätbarocke Altar von 1773
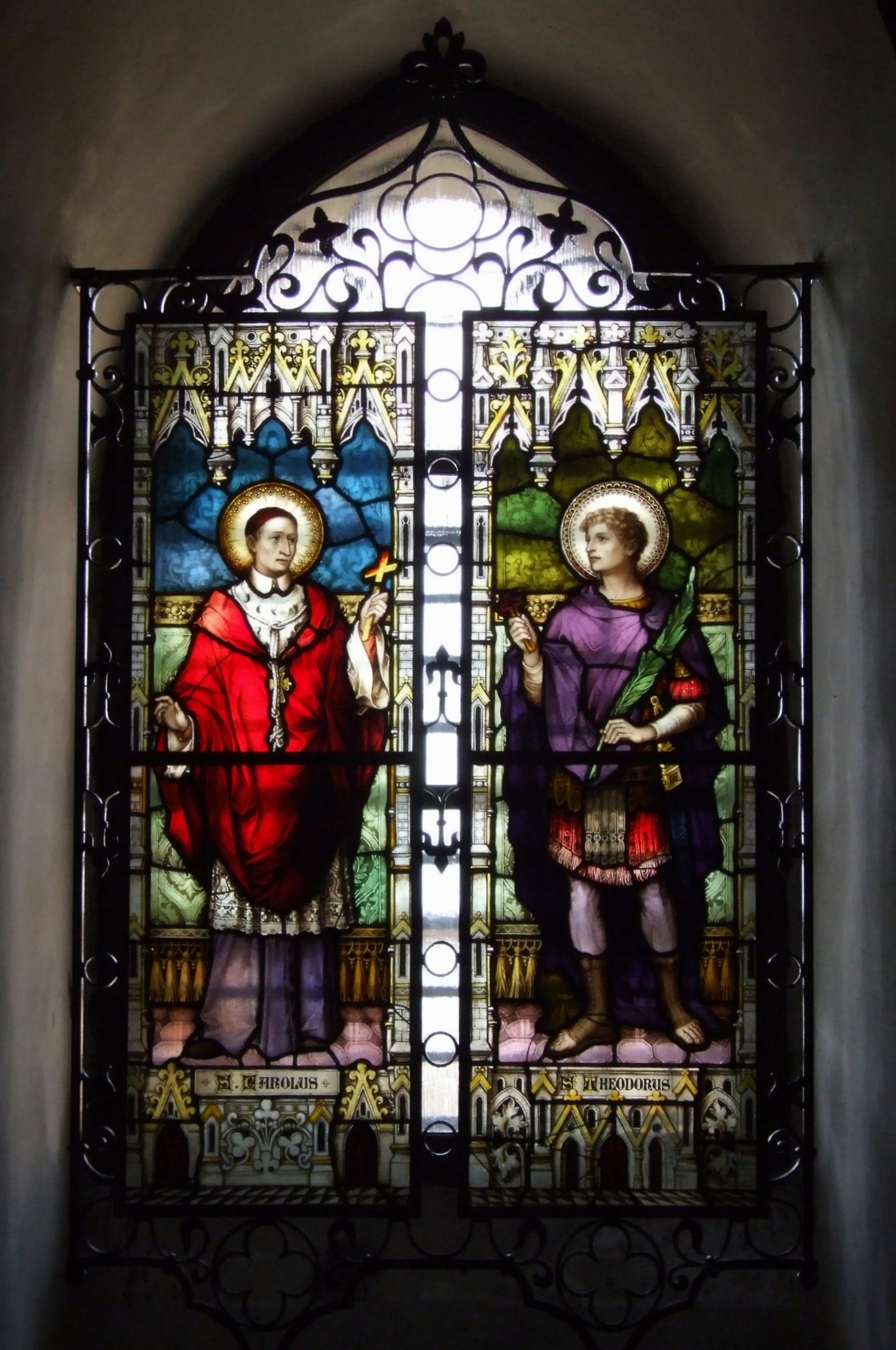
Glasfenster
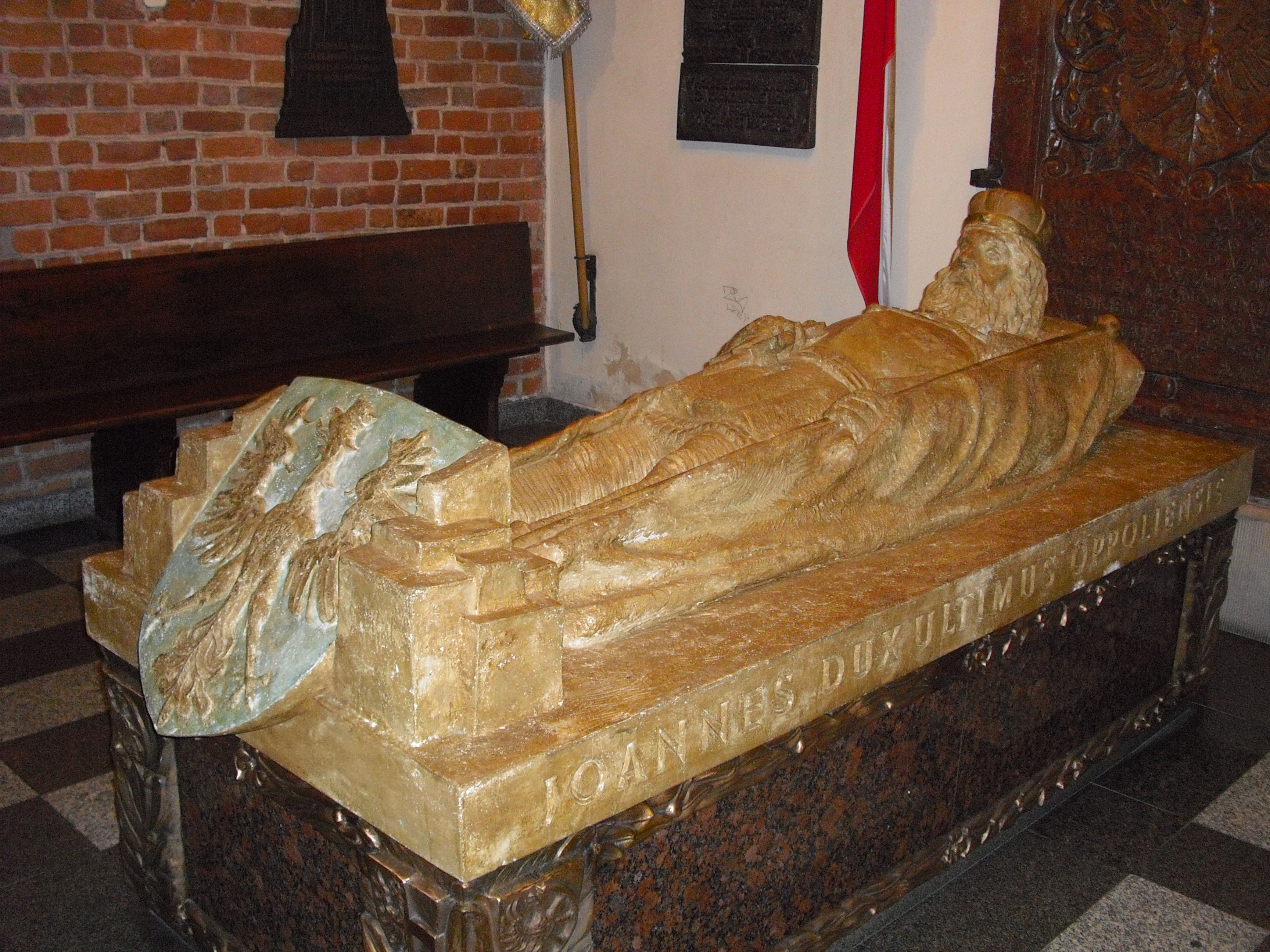
Sarkophag Johann der Gute
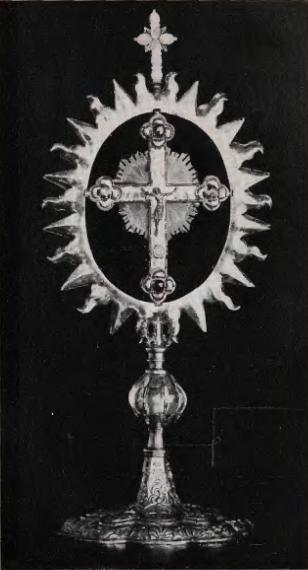
Das Kreuz-Reliquiar
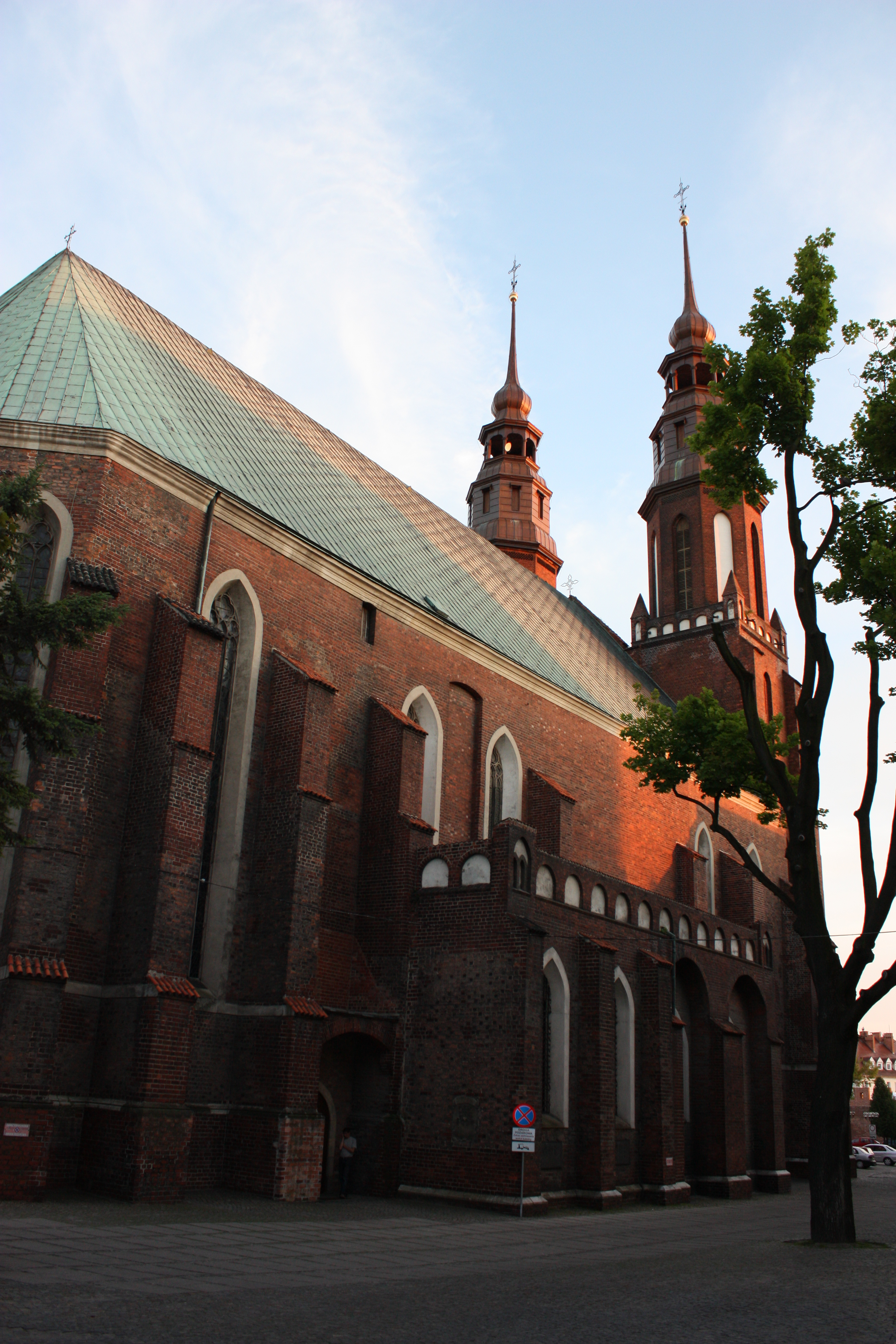
Rückansicht
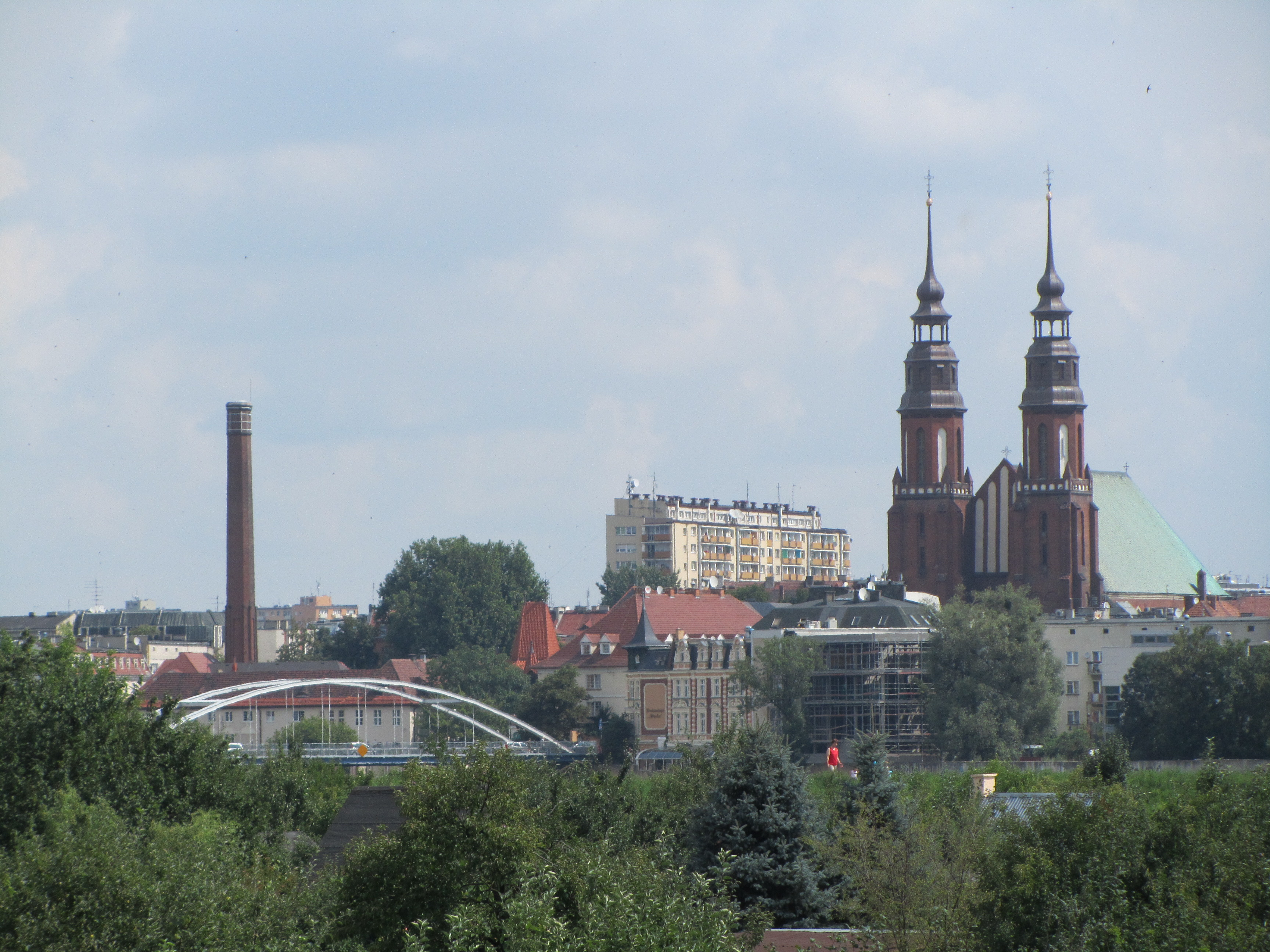
Die Kathedrale im Oppelner Stadtbild

## Orgel

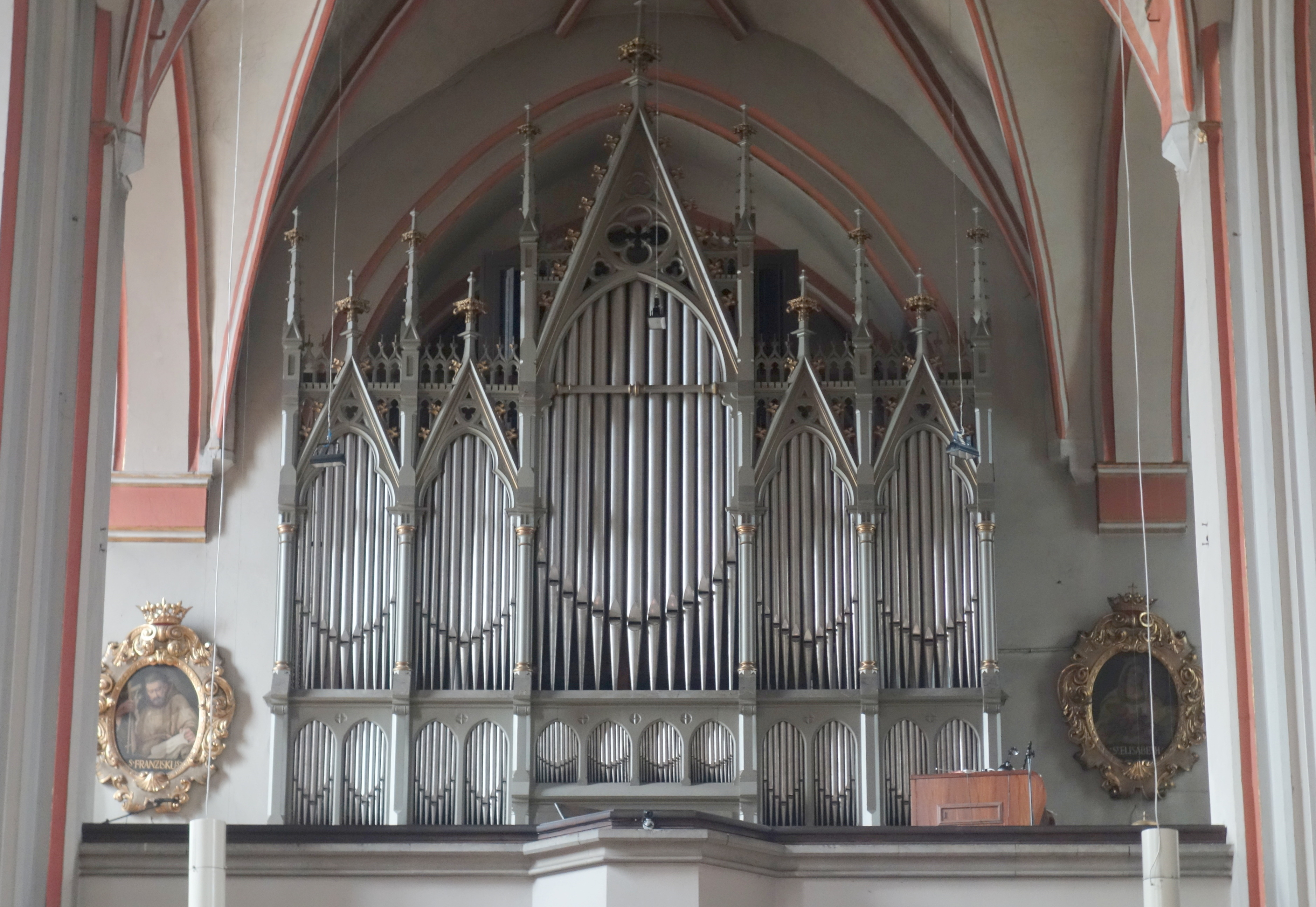
Orgelprospekt

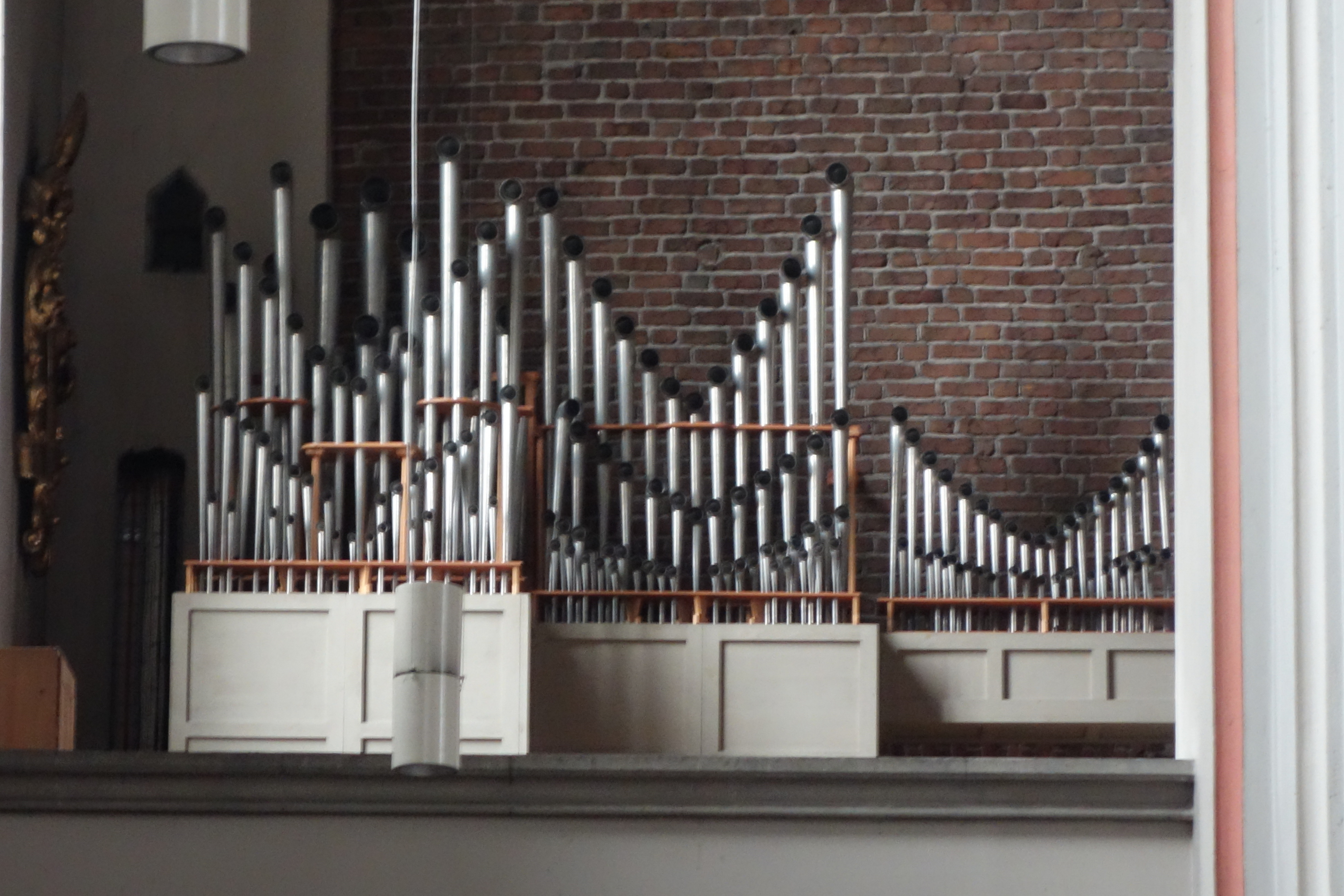
Spanische Trompeten von 1993

Die Orgel geht in Teilen zurück auf ein instrument, das 1899 von der Orgelbaufirma Schlag und Söhne (Świdnica) mit 34 Registern erbaut worden war. Von diesem Instrument ist insbesondere der Prospekt erhalten geblieben. 1941 wurde das Instrument von Orgelbau Rieger (Jägerndorf) umgebaut und auf 59 Register erweitert. Später wurden dann drei spanische Trompeten hinzugefügt.
| I Hauptwerk C–g3 |                   |        |     |
| 01.              | Prinzipal         | 16'    |     |
| 02.              | Prinzipal         | 08'    |     |
| 03.              | Hohlflöt          | 08'    |     |
| 04.              | Gemshorn          | 08'    |     |
| 05.              | Doppelgedackt     | 08'    |     |
| 06.              | Octav             | 04'    |     |
| 07.              | Offenflöt         | 04'    |     |
| 08.              | Quinthorn         | 02 ⁄3' |     |
| 09.              | Superoctav        | 02'    |     |
| 10.              | Rauschpfeife II   |        |     |
| 11.              | Cornett III-V     |        |     |
| 12.              | Gross Mixtur VIII |        |     |
| 13.              | Klein Mixtur V-VI |        |     |
| 14.              | Trompet           | 08'    |     |
| 15.              | Clairon           | 04'    |     |
| 16.              | Spanische Trompet | 16'    | (N) |
| 17.              | Spanische Trompet | 08'    | (N) |
| 18.              | Spanische Trompet | 04'    | (N) |
|                  | Zimbelstern       |        |     |
|                  | Glocken (G-g1)    |        |     |

| II. Manual C–g3 |                      |         |
| 19.             | Bordun               | 16'     |
| 20.             | Harfenprinzipal      | 08'     |
| 21.             | Portunalflöt         | 08'     |
| 22.             | Rohrflöt             | 08'     |
| 23.             | Quintadena           | 08'     |
| 24.             | Salicet              | 08'     |
| 25.             | Italienischprinzipal | 04'     |
| 26.             | Traversflöt          | 04'     |
| 27.             | Quintflöt            | 02 ⁄3'  |
| 28.             | Waldflöt             | 02'     |
| 29.             | Terz                 | 01 3⁄5' |
| 30.             | Mixtur IV-V          |         |
| 31.             | Zimbel III           |         |
| 32.             | Krummhorn            | 08'     |
| 33.             | Regal                | 04'     |
|                 | Tremulant            |         |

| III Schwellwerk C–g3 |                      |        |     |
| 34.                  | Quintadena           | 16'    |     |
| 35.                  | Italienischprinzipal | 08'    |     |
| 36.                  | Holzflöt             | 08'    |     |
| 37.                  | Lieblich gedackt     | 08'    |     |
| 38.                  | Gamba                | 08'    |     |
| 39.                  | Voix celeste         | 08'    |     |
| 40.                  | Coppelflöt           | 04'    | (ä) |
| 41.                  | Prinzipal            | 04'    |     |
| 42.                  | Flautino             | 02'    | (ä) |
| 43.                  | Quinte               | 01 ⁄3' | (ä) |
| 44.                  | Sifflöt              | 01'    |     |
| 45.                  | Acuta IV             |        |     |
| 46.                  | Sordun               | 16'    |     |
| 47.                  | Tuba mirabilis       | 08'    |     |
| 48.                  | Oboe                 | 08'    |     |
|                      | Tremulant            |        |     |

| Pedalwerk C– |                       |         |
| 49.          | Contrabass            | 16'     |
| 50.          | Prinzipalbass         | 16'     |
| 51.          | Subbass               | 16'     |
| 52.          | Zartbass (= Nr. 34)   | 16‘     |
| 53.          | Quintbass             | 10 2⁄3' |
| 54.          | Octavbass             | 08'     |
| 55.          | Cello                 | 08'     |
| 56.          | Choralbass            | 04'     |
| 57.          | Nachthorn             | 02'     |
| 58.          | Mixtur IV             |         |
| 59.          | Bombard (Ext. Nr. 60) | 32'     |
| 60.          | Posaune               | 16'     |
| 61.          | Trompet               | 08'     |
| 62.          | Schalmei              | 04'     |

- Anmerkungen

(N) = 1993 hinzugefügtes Register
(ä) = 1993 geändertes Register